# Théâtre Carrera (Guatemala)
Le Théâtre Carrera (aussi connu sous le nom de Théâtre Colomb après les réformes libérales de 1871), était une salle de spectacles classique de style grec dont la construit était commandée par le président et général Rafael Carrera dans la capitale guatémaltèque Guatemala en 1852. Le bâtiment est construit sur le vieux square centrale et après la réforme libérale de 1871, il est nommé Théâtre national. Vers la fin du mandat du gouvernement du général Manuel Barillas, l'immeuble est réaménagé pour accueillir le 40e anniversaire de la découverte de l'Amérique. Fortement endommagé lors des séismes de 1917, il est démoli en 1923.

## Construction

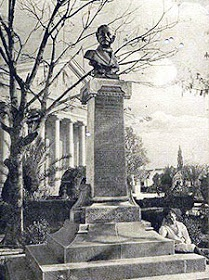
Buste de José Batres Montúfar, en place devant le Théâtre Colomb remodelé en 1892.

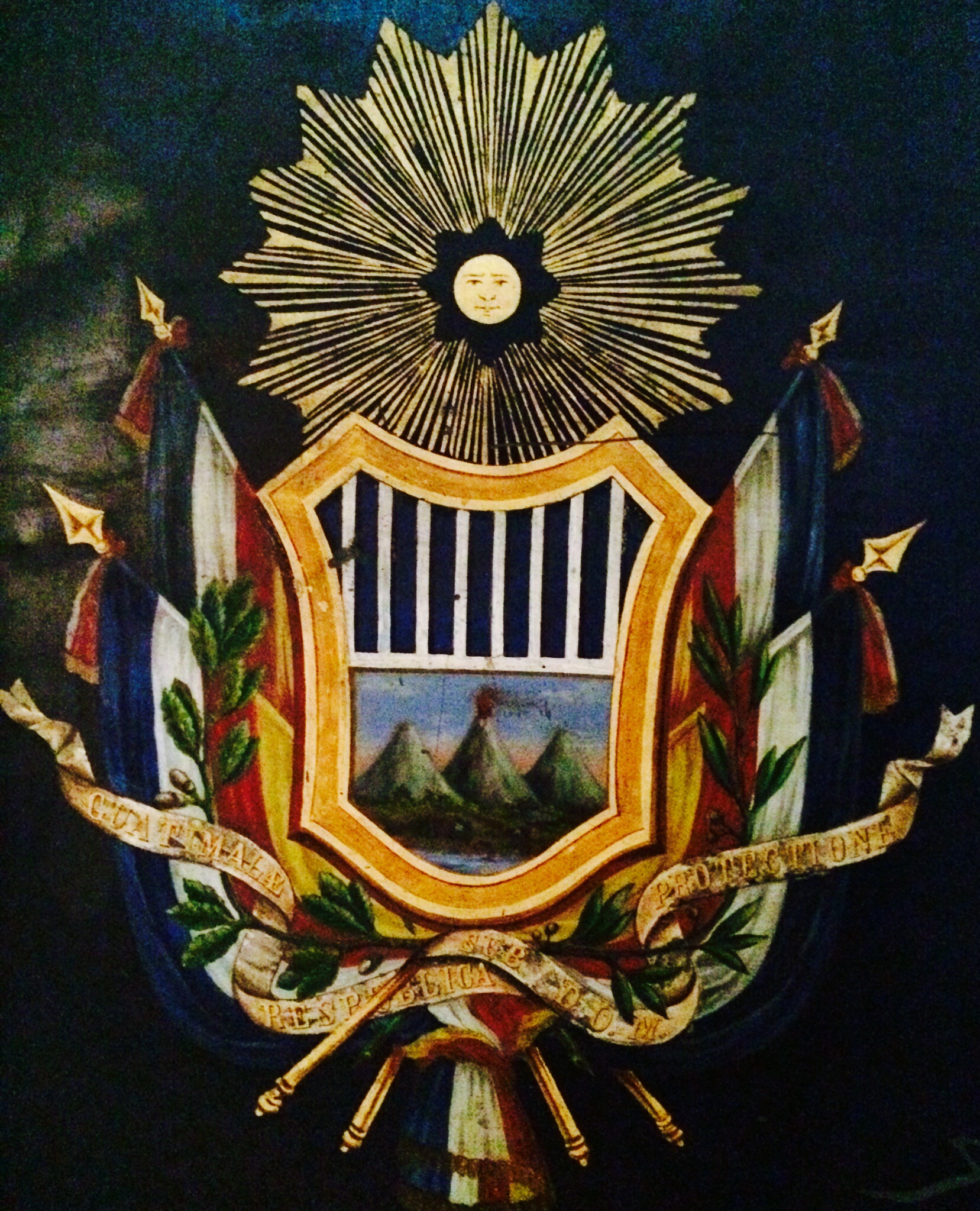
Armoiries de la République du Guatemala entre 1858 et 1871. Une réplique est sculptée sur la devanture du théâtre avant le remodelage de l'édifice en 1892.

Fervent amateur d'opéra et suivant les conseils de sa maîtresse, Josefa Silva,, le président à vie du Guatemala Rafael Carrera entame la construction d'un imposant théâtre national qui sera nommé Théâtre Carrera en son honneur et implanté sur le vieux square central de la capitale. Le square est alors situé dans la partie nord-est de Guatemala, alors à peine de la taille d'un petit village, et a été utilisé pour placer la première pierre de Nueva Guatemala de la Asunción en 1776, qui remplaçait l'ancienne capitale Santiago de los Caballeros de Guatemala qui avait été détruite par un séisme en 1773. L'endroit est choisi afin de devenir le nouveau square central de la ville autour duquel s'élève la nouvelle cathédrale, plusieurs palais et manoirs de la riche famille Aycinena. Le chef de la famille, Fermín de Aycinena, a contribué considérablement au déménagement de la capitale de sa position originelle. Cependant, le projet approuvé par la couronne espagnole prévoit le positionnement de la place centrale à un autre endroit et le square devient alors l'ancienne place centrale.
Des années plus tard, le site devient un lieu de commerce et, le 6 août 1832, le gouverneur de l'État du Guatemala, Mariano Gálvez, émet un décret afin de construire un théâtre sur le site de l'ancienne place centrale. Malheureusement, le climat politique est tendu à travers le pays et conduit à la première guerre civile centraméricaine (en) (1826-1829). Gálvez est alors renversé et le théâtre n'est pas construit.
Le projet réapparaît en 1852, lorsque Juan Matheu et Manuel Francisco Pavón Aycinena présentent au président Rafael Carrera un nouveau plan. Après approbation, Carrera nomme Matheu et Miguel Ruiz de Santisteban responsables de sa construction. Initialement, l'ingénieur Miguel Rivera Maestre devait s'occuper de la façade de style grec, mais il quitte le projet après quelques mois et est remplacé par l'expert allemand José Beckers. À ce moment, il s'agit du plus imposant immeuble construit au Guatemala depuis l'Indépendance, et sa construction est rendue possible par la période de paix et de prospérité qui traverse le pays durant les années 1850,.

## Modification

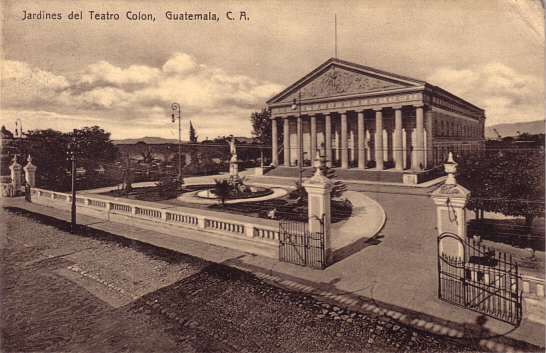
Le Théâtre Colón après les modifications de 1892.

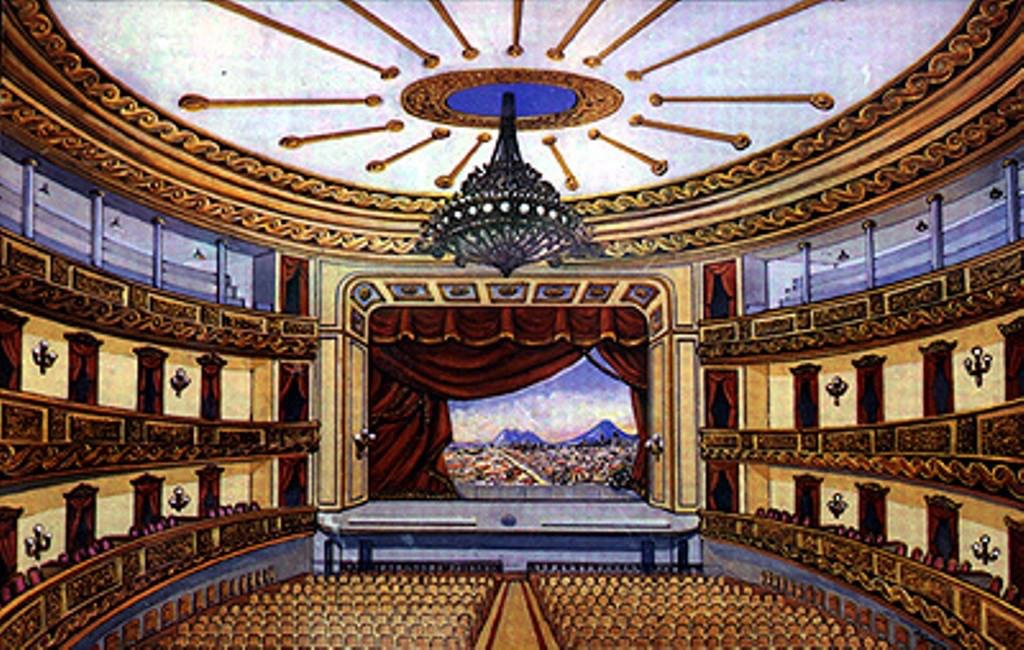
Scène du Théâtre Colón. Peinture de 1890.

Le guide Appleton du Mexique et du Guatemala de 1884 décrit le théâtre ainsi :

« Au milieu de la place se trouve le théâtre, semblable en taille et en élégance à celui du reste de l'Amérique espagnole. Des rangées d'orangers et autres jolis arbres aux fleurs éclatantes et aux parfums délicieux entourent le bâtiment tandis que les statues et fontaines placées à certains intervalles rehaussent encore plus la beauté du lieu. »

Après la réforme libérale de 1871, le théâtre est renommé Théâtre national. En 1892, la sculpture des armoiries du pays utilisées pendant la période conservatrice est retirée. Les orangers, fontaines et sculptures sont déplacés pour faire place à un jardin moderne où figure le buste de José Batres Montúfar.
Durant le gouvernement du général Manuel Barillas, le théâtre subit à nouveau des transformations pour accueillir un évènement soulignant le 400e anniversaire de la découverte de l'Amérique. La communauté italienne du Guatemala fait également le don d'une statue de Christophe Colomb pour l'occasion et celle-ci est placée à proximité du théâtre. Depuis, le lieu porte le nom de Théâtre Colomb (Teatro Colón).

## Destruction

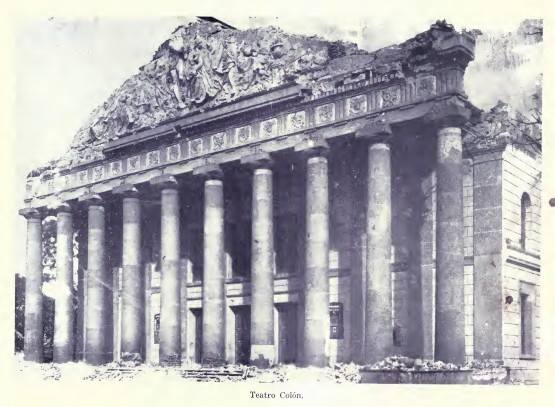
Théâtre Colomb après les séismes de 1917. Il sera démoli en 1923.

Le Théâtre Colomb est détruit lors des séismes de 1917 qui dévastent la capitale guatémaltèque. Resté en état de ruines en raison de l'incapacité du gouvernement du Manuel Estrada Cabrera à gérer la catastrophe et de son renversement lors de la Semaine tragique, du 8 au 14 avril 1920, celui-ci est finalement démoli en 1923. Un marché public est alors construit à cet endroit,.